# Підбірна вулиця (Київ)
Підбі́рна ву́лиця — вулиця в Голосіївському районі міста Києва, місцевість Віта-Литовська. Пролягає від Дібровної вулиці до кінця забудови.
Прилучаються Підбірний провулок і Замивна вулиця.

## Історія
Вулиця виникла в 1-й половині XX століття. Сучасна назва — з 1957 року.